# Krypton (planète fictive)
Pour les articles homonymes, voir Krypton (homonymie) et Krypton (série télévisée).
Krypton est une planète fictive que l'on retrouve dans les bandes dessinées éditées chez DC Comics. Elle est la planète d'origine du personnage Superman et de Supergirl. La planète fut introduite par Jerry Siegel et Joe Shuster dans le numéro 1 d'Action Comics, en juin 1938. La planète est décrite et dessinée dans le numéro 1 de Superman en juin 1939.

## Histoire
Krypton est la planète natale de Kal-El (Superman) et de Kara Zor-El (Supergirl). Kal-El fut envoyé sur Terre par son père, Jor-El, avant la destruction de Krypton. Il existe plusieurs versions quant à la fin de cette planète. Sa disparition pourrait être due à sa modification orbitale dérivant ainsi peu à peu vers son soleil rouge, celui-ci approchant d'ailleurs de sa mort pour former une nova destructrice. Selon une seconde version, elle serait due à des réactions nucléaires internes qui conduisirent à une implosion, créant ainsi, grâce aux radiations alors libérées, la fameuse kryptonite. Dans la série Smallville, la destruction de Krypton résulterait d'une guerre civile contre le général Zod, qui, par on ne sait quel moyen, aurait provoqué ce que les Kryptoniens appellent l'Apocalypse.
Si l'on en croit la première version, la nocivité de la kryptonite serait due à son passage dans des rayons cosmiques spatiaux (appelés kryptonium) après avoir été projetée dans l'espace lors de la dissolution de la planète.
Avant sa destruction, Krypton abritait une des civilisations les plus brillantes et élaborées de la galaxie avec ses planètes sœurs, Argos et Kandor. Kandor subit le même sort que Krypton tandis qu'Argos (dans la version de la destruction par implosion de Krypton) perdura quelque temps après la disparition des deux autres. Elle fut en effet soufflée par la déflagration créée par Krypton et ce bien loin de son soleil ; la vie s'éteignit alors peu à peu, sa température chutant continuellement. Dans les autres versions elle aurait été soufflée cette fois-ci par l'explosion de son étoile rouge.
Après l'explosion de Krypton, la ville de Kandor et ses millions d’habitants sont miniaturisés et placés dans une bouteille.
On peut emprisonner les Kryptoniens dans la Zone fantôme.

## Kryptoniens
- Bizarro
- Black Zero
- Brainiac
- Christopher Kent (Lor-Zod)
- Dev-Em
- Doomsday
- Dru-Zod
- Eradicator
- Flamebird
- Jax-Ur
- Jor-El
- Kara Zor-El
- Kal-El
- Kal-El (Terre Prime)
- Kell-El
- Kon-El
- Krypto
- Lara Lor-Van (Lara Jor-El)
- Zor-El
- Non
- Ursa

Kryptoniens dans la série Smallville
- Faora
- Nam-Ek & Aethyr
- Raya
- Dax Ur
- Alia
- Coats
- Basqat

Krypton (série télévisée) 2018
- Seyg-El (Seg-El)
- Kem
- Daron-Vex
- Nyssa-Vex
- Dev-Em
- Val-El
- Ter-El
- Charys-El
- Jayna-Zod
- Lyta-Zod
- Dru-Zod
- Quex-Ul
- Kol-Da
- les membres de Black Zero

## Autres médias

### Films
- Superman (1978) : Dans ce premier film, Krypton est présentée comme une planète froide et austère, composée de cristaux qui sont les fondements de l'architecture mais aussi de la technologie kryptoniennes. Elle est détruite lorsque le soleil rouge autour duquel elle orbite se transforme en supernova et l'aspire. La Forteresse de Solitude que Superman se créer sur Terre est construite à partir de la technologie cristalline.
- Supergirl (1984) : Le personnage principal du film, Supergirl, est originaire d'Argo-City, présentée comme une ville kryptonienne à la dérive dans l'espace car ayant survécu à la destruction de Krypton. Là encore, l'architecture est montrée comme froide et blanche, bien que les krytoniens y portent des vêtements plus colorés que les tuniques blanches du premier film.
- Superman Returns (2006) : Dans cette "suite" aux films originaux, Lex Luthor tente de créer un nouveau continent semblable à Krypton à partir de la technologie des cristaux.
- Man of Steel (2013) : Krypton est vue arborant des couleurs plus chaudes, et le peuple kryptonien présenté comme une ancienne puissance colonialiste et exploratrice de l'univers, avant qu'un changement de politique ne l'incite à l'isolationnisme et aux contrôles des naissances via une technologie appelée le Codex. La surexploitation des ressources naturelles apparaît comme la principale cause de la destruction de la planète.

### Séries télévisées
- Superman, l'Ange de Metropolis : Dans cette série animée, Krypton présente des conditions météorologiques tempérées et arctiques. C'est l'inaction de Brainiac, intelligence artificielle chargée de protéger la planète, face aux avertissements de Jor-El sur la détérioration du noyau de la planète qui provoque l'explosion de Krypton et l'extinction de la race kryptonienne.

Nous apprenons dans l'épisode La Petite Fille perdue que Krypton possédait une "planète-sœur" : Argo. La destruction de Krypton propulsa Argo hors de son orbite et la fit dériver loin du soleil. Condamné par le rude changement climatique qui refroidissait la planète, le peuple d'Argo ne pût que tenter de se cryogéniser pour survivre mais Supergirl fut l'unique survivante du processus.
- Smallville : La série reprend beaucoup d'éléments esthétiques et scénaristiques du film de 1978 dans sa façon de dépeindre Krypton, notamment en ce qui concerne l'architecture et la technologie à base de cristaux. La civilisation kryptonienne y est néanmoins vu entretenant un lien bien plus fort avec la Terre, sur laquelle les kryptoniens ont souvent voyagé au fil des siècles et où ils n'ont pas hésité à cacher des artefacts. C'est la guerre civile engendrée par le Général Zod, accompagné de l'intelligence artificielle Brainiac, qui serait responsable de sa destruction.

Dans l'épisode 6 de la saison 3 de Smallville, Jor-El (alors sur Terre) parle de Krypton à Louise (grand-tante de Lana Lang) en ces termes : "Là d'où je viens, il y a des couleurs que tu n'as jamais vues, nos lunes sont si proches qu'elles remplissent le ciel, nous avons des couchers de soleil qui durent des heures...".
- Krypton : La série suit l’histoire de Seg-El, le grand-père de Superman, 200 ans avant la naissance de son petit-fils.
- Supergirl : La série raconte les aventures de Supergirl (Kara Zor-El), envoyée sur Terre avec son cousin Kal-El (futur Superman) afin de les sauver de l'explosion de Krypton, là encore détruite par une surexploitation des ressources de son noyau.